# Butrus Al-Bustani

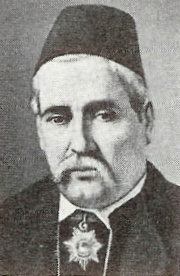
Butrus Al-Bustani.

Butrus Al-Bustani, född 1819 och död 1883, var en arabisk filolog och skriftställare.
Al-Bustani föddes i Libanon av maronitiska föräldrar, övergick till protestantismen och blev dragoman vid amerikanska konsulatet i Beirut och föreståndare för en gosskola. Al-Bustanis främsta vetenskapliga arbete är ett stort arabiskt lexikon, Muhit al-muhit (1867-69). 1870 startade han tidningen al-Djanna, som snart följdes av tidskriften al-Djinan, och påbörjade 1876 en arabisk encyklopedi, Da irat al maarif, som efter hans död fortsattes av sonen Salim och 1898 fullbordades av brorsonen Sulaiman, som även är bekant för en översättning av Iliaden.